# Botyodes asialis
Botyodes asialis là một loài bướm đêm trong họ Crambidae.